# Christian Müller (labdarúgó, 1984)
Christian Müller (Nyugat-Berlin, 1984. február 28. –) német labdarúgó, a Lockhausen játékosa. Pályafutása során a Bundesligában 17 mérkőzésen 2 gólt szerzett a Hertha BSC és az FC Energie Cottbus színeiben.

## Sikerei, díjai
- Hertha BSC II:
  - 4. Liga bajnok: 2003-04, 2007-08
- Arminia Bielefeld:
  - 3. Liga bajnok: 2014-15
  - 3. Liga ezüstérmes: 2012-13
  - Westfalenpokal győztes: 2012-13